# Sant'Antonino di Susa
Sant'Antonino di Susa é uma comuna italiana da região do Piemonte, província de Turim, com cerca de 4.016 habitantes. Estende-se por uma área de 9 km², tendo uma densidade populacional de 446 hab/km². Faz fronteira com Condove, Borgone Susa, Villar Focchiardo, Vaie, Coazze. O nome da cidade é em homenagem ao santo católico Antonino de Apameia

## Demografia
| Variação demográfica do município entre 1861 e 2011                               |
|                                                                                   |
| Fonte: Istituto Nazionale di Statistica (ISTAT) - Elaboração gráfica da Wikipedia |